# Thedford (Nebraska)
Thedford település az Amerikai Egyesült Államok Nebraska államában, Thomas megyében, melynek megyeszékhelye is. Lakosainak száma 208 fő (2020. április 1.).

## Népesség
A település népességének változása:

| 2010 | 188 |
| 2020 | 208 |